# NGC 5520
NGC 5520 је спирална галаксија у сазвежђу Волар која се налази на NGC листи објеката дубоког неба.
Деклинација објекта је + 50° 20' 55" а ректасцензија 14h 12m 22,7s. Привидна величина (магнитуда) објекта NGC 5520 износи 12,4 а фотографска магнитуда 13,2. Налази се на удаљености од 39,790 милиона парсека од Сунца. NGC 5520 је још познат и под ознакама UGC 9097, MCG 8-26-13, CGCG 272-43, IRAS 14105+5034, PGC 50728.